# Rivière de l'Esturgeon (vattendrag i Kanada, lat 47,57, long -78,20)
Rivière de l'Esturgeon är ett vattendrag i Kanada.   Det ligger i provinsen Québec, i den sydöstra delen av landet, 300 km nordväst om huvudstaden Ottawa. Rivière de l'Esturgeon ligger vid sjön Lac Namewajak.
I omgivningarna runt Rivière de l'Esturgeon växer i huvudsak blandskog. Trakten runt Rivière de l'Esturgeon är nära nog obefolkad, med mindre än två invånare per kvadratkilometer.